# بابلو فورلان
 بابلو فورلان خوستو  (بالإسبانية: Pablo Forlán)‏(من مواليد 14 يوليو 1945 في سوريانو) هو لاعب كرة القدم الاوروغواياني المتقاعد، والد دييغو فورلان، وابنه في القانون من خوان كارلوس Corazo. كانت والدته من أصل إسباني وأوروغواي.
كلاعب كرة قدم محترف لعب بابلو فورلان لبينارول (1963-1970)، وساو باولو (1970-1976)، والمفوضية الأوروبية كروزيرو (1977)، وناسيونال دي مونتيفيديو (1978) وديفينسور سبورتينغ (1979-1984). خلال مسيرته ساعد في الفوز بالدوري أوروغواي (1964، 1965، 1967، 1968، 1978، 1980 ، 1982) ، كأس ليبرتادوريس (1966)، وكأس القارات (1966) وساو باولو ببطولة الدولة (1970، 1971، 1975).وكان بابلو فورلان أيضا مع منتخب أوروغواي الذي لعب في 1966 و1974 كأس العالم لكرة القدم.

## روابط خارجية
- بابلو فورلان على موقع الاتحاد الدولي (مؤرشف)  (الإنجليزية)
- بابلو فورلان على موقع قاعدة بيانات كرة القدم.إي يو (الإنجليزية)
- بابلو فورلان على موقع ناشيونال فوتبول تيمز (الإنجليزية)
- بابلو فورلان على موقع Soccerway.com (الإنجليزية)
- بابلو فورلان على موقع عالم كرة القدم.نت (الإنجليزية)